# Styringomyia formosana
Styringomyia formosana är en tvåvingeart som beskrevs av Edwards 1914. Styringomyia formosana ingår i släktet Styringomyia och familjen småharkrankar. Inga underarter finns listade i Catalogue of Life.